# 李文郁 (萬曆丁丑進士)
李文郁（1547年—？），字先質，河南開封府禹州人，明朝政治人物。同進士出身。

## 生平
萬曆四年（1576年）丙子科河南鄉試第八名，萬曆五年（1577年）丁丑科會試第一百七十二名，登三甲第三十四名進士。授直隸遵化县知县，萬曆十三年（1585年）任曲周縣知縣。萬曆十六年三月考选，授刑科给事中，十七年九月出为湖广按察司佥事，二十年九月升陕西右参议。

## 家族
曾祖李恭，曾任教授；祖父李經綸；父李嘉祿，曾任府通判。母陰氏。具慶下。